# Jaque (revista)
Jaque fue una revista española de ajedrez publicada con periodicidad bimestral en Valencia. Comenzó a editarse en San Sebastián en 1970, donde tenía como editores a José María González y Pablo Aguilera. Fue durante años la revista ajedrecística de referencia en España. Su último número, el 665-666, se publicó en julio de 2012.
En 2011, su editor Yago Gallach y el maestro internacional Carlos García dieron a la revista un salto a la radio al estrenar el programa semanal En jaque.